# Toxicology and Applied Pharmacology
Toxicology and Applied Pharmacology, abgekürzt TAAP, ist eine zweimal im Monat erscheinende Peer-Review Fachzeitschrift. Die Erstausgabe erschien im Januar 1959. Die Zeitschrift veröffentlicht Artikel, die sich mit den Wirkungen von Chemikalien, Arzneimitteln oder chemisch definierten Naturprodukten auf Mensch und Tier beschäftigen.
Der Impact Factor des Journals lag im Jahr 2014 bei 3,705. Nach der Statistik des ISI Web of Knowledge wird das Journal mit diesem Impact Factor in der Kategorie Toxikologie an 13. Stelle von 87 Zeitschriften sowie in der Kategorie Pharmakologie und Pharmazie an 52. Stelle von 254 Zeitschriften geführt.
Herausgeber ist Scott W. Burchiel (Albuquerque, New Mexico, USA).